# РН-Няганьнефтегаз
«РН-Ня́ганьнефтегаз» (АО «РН-Няганьнефтегаз») — дочернее предприятие компании «Роснефть».
Образовано в конце 2013 года после приобретения «Роснефтью» 100 % акций компании «ТНК-BP» путём переименования компании ОАО «ТНК-Нягань».
«РН-Няганьнефтегаз» ведёт добычу в Ханты-Мансийском Автономном Округе — Югра на Красноленинском своде месторождений. Первым предприятием, начавшим промышленные разработки нефти на своде, было ПО «Красноленинскнефтегаз» (создано в 1982 году).
«РН-Няганьнефтегаз» обладает самыми крупными (в Западной Сибири) остаточными запасами нефти, большинство из них принадлежат к категории трудноизвлекаемых.

## История создания и развития

### 1950—1980-е годы
Красноленинский нефтегазоносный район был открыт на рубеже 1950—1960-х годов. В 1959 году в результате сейсмических исследований была выявлена структура первого порядка — Красноленинский свод, зафиксировано первое нефтепроявление. В 1962 году при испытании юрских отложений в открытом стволе разведочной скважины на Каменной площади был получен фонтанный приток нефти. В 1963 году признаки нефтеносности Тюменской и Викуловской свит были установлены на Ай-Торской, Ем-Ёговской, Елизаровской и Пальяновской площадях. В начале 1970-х годов нефть в промышленном объёме дали две скважины на Ем-Ёговской площади и одна — на Пальяновской. В 1975—1978 годах получен первый фонтан нефти на скважине 15-р Ем-Ёговской площади, а также выявлена промышленная нефтегазоность Талинской площади.
Освоение Красноленинского свода месторождений началось в 1980 году с промышленной добычи нефти на Ем-Ёговской площади. Поскольку разработка Красноленинского свода не входила в Госплан, средства на неё из своих фондов первоначально выделило ПО «Урайнефтегаз». Нефтяники этого предприятия начали бурение и добычу нефти на Ем-Ёге. Исходя из первых результатов освоения Красноленинского свода Министерство нефтяной промышленности СССР в 1980 году приняло решение создать НГДУ «Красноленинскнефть» в составе ПО «Урайнефтегаз». На Талинской площади к этому времени был получен первый фонтанный приток на скважине куста 101. Масштабная разработка Талинского месторождения была начата в 1981 году. НГДУ «Красноленинскнефть» начало добывать в первые годы своей деятельности до 2000 тонн нефти в сутки.

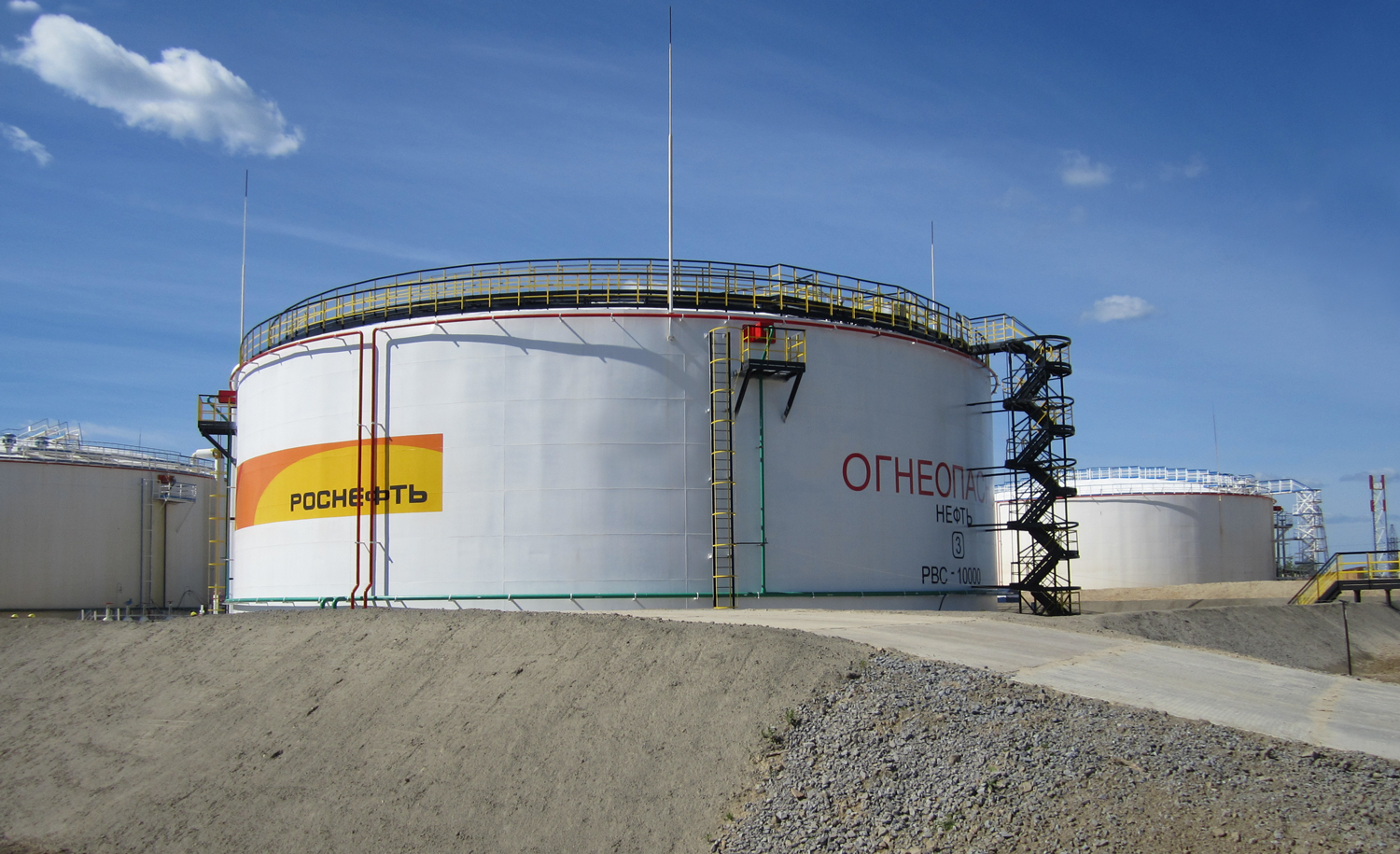
Резервуарный (товарный) парк
(ЦПС «Южный» — Талинская площадь, введён в эксплуатацию в 1988 году)

В 1982 году создано ПО «Красноленинскнефтегаз» (ПО «КНГ»). В период с 1982 по 1989 годы на месторождениях предприятия происходило интенсивное наращивание производства: росли объёмы бурения, увеличивался фонд добывающих скважин, строились дороги, линии электропередач, возводились объекты нефтедобычи. Работа нефтяного оборудования автоматизировалась. В 1983 году был добыт первый миллион тонн нефти. В 1985 году на Талинском месторождении впервые была пробурена наклонно-направленная скважина. В 1987—1989 годах были введены в эксплуатацию объекты подготовки и сдачи нефти — ЦТП «Красноленинский» и ЦПС «Южный». В 1988 году образовано НГДУ «Талинскнефть». В следующем, 1989 году был отмечен пик добычи «Красноленинскнефтегаза» — 13 495 тыс. тонн нефти, что стало следствием активного разбуривания южной части Талинской площади.

### 1990-е годы
После распада СССР ПО «Красноленинскнефтегаз» было преобразовано в ОАО «Кондпетролеум» (в 1994 году). Владельцем его стала компания «Сиданко». В начале 1990-х годов на Каменной площади была пробурена первая наклонно-направленная скважина, на Талинской площади введены в эксплуатацию ДНС-30 и КНС-30, 26 км нефтесборных сетей, 72 км высоконапорных водоводов. В 1993—1995 годах на Талинском месторождении проводится первое безамбарное бурение скважин, вводится в эксплуатацию новое нефтедобывающее оборудование, в 1996—1998 годах впервые проводятся операции по гидроразрыву пластов, Красноленинский нефтеперерабатывающий завод начинает выпуск бензина прямой перегонки, дизельного топлива и авиакеросина.
1990—1999 годы стали периодом экономических трудностей, сопровождавшихся постоянным снижением производства. Это было вызвано, в частности, разрывом экономических связей и остановками по тем или иным причинам работы заводов, выпускавших нефтепромысловое оборудование. В 1998 году было добыто 2,5 млн тонн нефти, что стало самым низким показателем добычи за всю историю предприятия. После объявления процедуры банкротства в 1999 году был проведён открытый аукцион по продаже ОАО «Кондпетролеум». Его выиграла «Тюменская нефтяная компания», ставшая новым владельцем предприятия. В 1999 году на Красноленинском своде месторождений была добыта 100-миллионная тонна нефти, а в южной части Талинского месторождения — 50-миллионная.

### 2000—2010-е годы
С 2000 года оператором большей части Красноленинского свода месторождений стало предприятие ОАО «ТНК-Нягань». В новый период развития нефтегазовых месторождений к югу от города Нягань вновь начался рост добычи, было возобновлено бурение разведочных скважин на всех площадях, началось внедрение новых технологий, замена нефтепромыслового оборудования, строительство и реконструкция объектов нефтедобычи. Прежде всего, это коснулось Каменной площади, которая в 2005 году была выведена в отдельное предприятие НГДП «ТНК-Каменное». В «ТНК-Нягань» был усилен контроль за промышленной безопасностью и охраной окружающей среды. Компания получила сертификаты соответствия системы менеджмента качества стандарта ISO 9001-2000, а также сертификаты соответствия международным и национальным стандартам в области управления рисками в экологии (OHSAS 18001-2007), технике безопасности и охране труда (ISO 14001-2004). В рамках оптимизации производства все вспомогательные подразделения были выделены в региональный центр сервисных услуг ЗАО «РЦСУ-Нягань». В 2003—2005 годах на Ем-Ёговской площади добыли 20-миллионную тонну нефти. На ЦТП ввели в эксплуатацию коммерческий узел учёта нефти СИКН-530. В 2006—2008 годах НГДП «Каменное» было признано лучшим добывающим предприятием «Тюменской Нефтяной Компании» в блоке «Разведка и добыча». В 2009—2010 годах НГДП «Каменное» был признан лучшим нефтепромыслом ХМАО-Югры в конкурсе «Чёрное золото Югры». Был запущен в эксплуатацию участок Пойма Каменного месторождения. К этому времени на Каменной площади добыча углеводородов преодолела показатель в 5 млн тонн сырья. На Талинском месторождении добыли 110-миллионную тонну нефти. Всего из недр свода к этому времени извлечено 150 млн тонн углеводородного сырья.

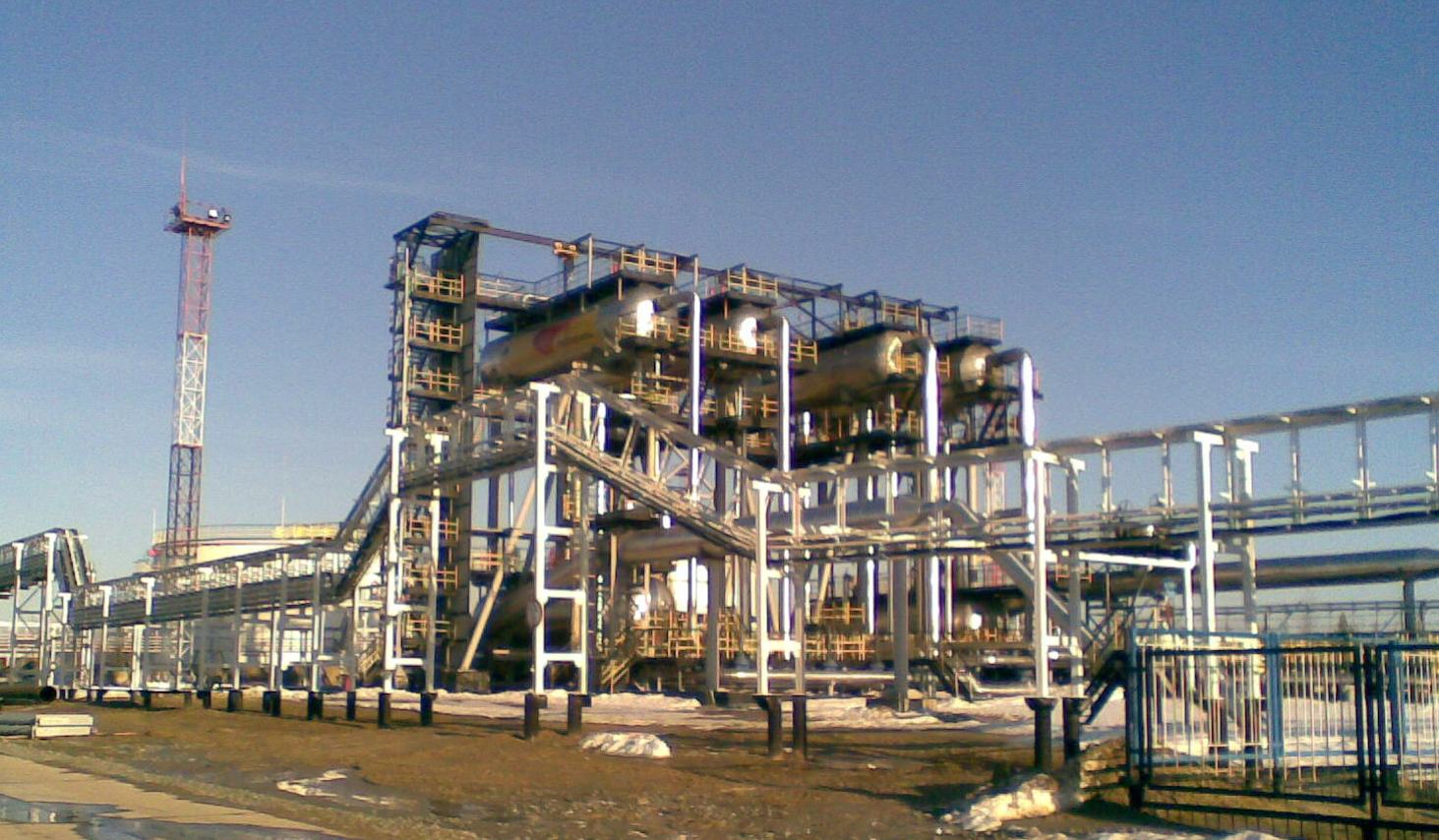
ДНС-24 — Талинская площадь (построена в 1985 году, реконструирована в 2013 году)

В 2011 году интенсивность бурения на месторождениях Красноленинского свода была признана самой высокой в ТНК. В 2012 году были созданы четыре укрупнённых нефтепромысла: Актив Ем-Ёга, Актив Каменное, Актив Юг-Талинка и Актив Север-Талинка. После приобретения в марте 2013 года акций ОАО «ТНК-BP» компанией ОАО «Роснефть» предприятие «ТНК-Нягань» вошло в состав последней как дочернее подразделение, а вскоре было переименовано в «РН-Няганьнефтегаз». В 2013 году на Ем-Ёговском месторождении был получен фонтан из горизонтальной скважины, что стало одним из первых положительных результатов в начале разработки трудноизвлекаемых запасов Тюменской свиты. На Каменном месторождении была запущена газотурбинная электростанция (ГТЭС) мощностью 72 МВт. Утилизация попутного газа в компании достигла 97 %. Также введена в действие программа по утилизации остаточного газа низкого давления с помощью жидкостно-кольцевого компрессора. Всего в компании к 2014 году было добыто 170 млн тонн нефти. В 2015 году изменена форма организации предприятия на акционерное общество — АО «РН-Няганьнефтегаз». В этом году на Ем-Ёговском месторождении добыли 40-миллионную тонну нефти.

## Формы организации и названия
- с 1980 до 1982 года — НГДУ «Красноленинскнефть» в составе ПО «Урайнефтегаз»;
- с 1982 до 1994 года — ПО «Красноленинскнефтегаз»;
- с 1994 до 1999 года — ОАО «Кондпетролеум» (в составе «Сиданко»);
- с 1999 до 2003 года — ОАО «ТНК-Нягань» (в составе «ТНК»);
- с 2003 до 2013 года — ОАО «ТНК-Нягань» (в составе «ТНК-BP»);
- с 2013 до 2015 года — ОАО «РН-Няганьнефтегаз» (в составе ОАО «Роснефть»);
- с 2015 года — АО «РН-Няганьнефтегаз».

## Структура
АО «РН-Няганьнефтегаз» включает четыре укрупнённых нефтепромысла (УНП), образованных в 2012 году. Каждая из УНП объединяет цеха добычи и цеха подготовки и перекачки сырой нефти и поддержания пластового давления:
1. Актив Ем-Ёга — Ем-Ёговская площадь — в разработке с 1980 года. Первое месторождение, с которого началось освоение Красноленинского свода. Включает Центральный товарный парк «Красноленинский», на котором нефть со всего промысла доводится до свойств коммерческой нефти и сдаётся в систему ОАО «Транснефть».
2. Актив Каменное -— Каменная площадь (западная часть) — разработка с 1992 года. На его территории расположена ГТЭС.
3. Актив Юг-Талинка — Талинская площадь (южная часть) — в разработке с 1981 года. Протяжённость территории площади с севера на юг составляет порядка 80 км, длина внутрипромысловых дорог составляет около 620 км. Включает 12 объектов: ДНС (5, 17, 24, 30, 31, 32), КНС (5, 24, 30, 31, 32) и ЦПС «Южный». На 2015 год эксплуатационный фонд насчитывал 2600 скважин (1000 действующих).
4. Актив Север-Талинка — Талинская площадь (северная часть) — в разработке с 1981 года. Включает ЦПС «Талинский» (КСП — комплексный сборный пункт).

В 2007—2008 годах предприятие приобрело четыре лицензионных участка в Тимано-Печорской нефтегазоносной провинции — Восточно-Воргамусюрский (Ненецкий АО), Берганты-Мыльский (Ненецкий АО), Роговской (Ненецкий АО) и Участок № 2 Гряды Чернышева и Хорейверской впадины (республика Коми).

## Руководство
- Григорий Лазарев — генеральный директор ПО «Красноленинскнефтегаз» (1983);
- Борис Нуриев — генеральный директор ПО «Красноленинскнефтегаз» (1983—1987);
- Алексей Кондратюк — генеральный директор ПО «Красноленинскнефтегаз», генеральный директор ОАО «Кондпетролеум» (1987—1997);
- Олег Попов — генеральный директор ОАО «Кондпетролеум» (1997—1998);
- Борис Нуриев — конкурсный управляющий ОАО «Кондпетролеум» (1998—1999);
- Александр Сухов — генеральный директор ОАО «ТНК-Нягань» (1999);
- Евгений Панкратов — генеральный директор ОАО «ТНК-Нягань» (1999—2001);
- Михаил Полонский — генеральный директор ОАО «ТНК-Нягань» (2001—2002);
- Виктор Благовещенский — генеральный директор ОАО «ТНК-Нягань» (2002—2003);
- Юрий Ященко — генеральный директор ОАО «ТНК-Нягань» (2003—2004);
- Сергей Караваев — генеральный директор ОАО «ТНК-Нягань» (2004—2005);
- Андрей Лазеев — генеральный директор ОАО «ТНК-Нягань» (2006);
- Алексей Туманов — генеральный директор ОАО «ТНК-Нягань» (2006—2007);
- Сергей Кравченко — генеральный директор ОАО «ТНК-Нягань» (2008—2012);
- Евгений Лапшин — генеральный директор ОАО «ТНК-Нягань» (2012—2013);
- Дмитрий Минченко — генеральный директор ОАО «РН-Няганьнефтегаз» (2013—2014);
- Рустем Бакиров — генеральный директор ОАО «РН-Няганьнефтегаз» (2014—2017);
- Андрей Пятаев — генеральный директор АО «РН-Няганьнефтегаз» (2017—2023);
- Эдуард Муслимов — генеральный директор АО «РН-Няганьнефтегаз» (2023).

## Добыча нефти и газа
|                  | 2009          | 2010          | 2011          | 2012          | 2013          | 2014            | 2015            | 2016            |
| ---------------- | ------------- | ------------- | ------------- | ------------- | ------------- | --------------- | --------------- | --------------- |
| нефть, тыс. тонн | 6206          | 6905          | 6842          | 6694          | 6427          | 6231            | 6046            | 5914            |
| газ              | 46,5 млн барр | 51,8 млн барр | 51,3 млн барр | 50,2 млн барр | 48,2 млн барр | 1554,464 млн м3 | 1592,139 млн м3 | 1628,677 млн м3 |